# Eupithecia rhoisata
Eupithecia rhoisata là một loài bướm đêm trong họ Geometridae.